# Keijūrō Matsui
Keijūrō Matsui (松井啓十郎?, Matsui Keijūrō; Chōfu, 16 ottobre 1985) è un cestista giapponese.

## Carriera
Con il Giappone ha disputato tre edizioni dei Campionati asiatici (2011, 2013, 2015).